# Hamilton County (Texas)
Das Hamilton County ist ein County im Bundesstaat Texas der Vereinigten Staaten. Das U.S. Census Bureau hat bei der Volkszählung 2020 eine Einwohnerzahl von 8.222 ermittelt. Der Sitz der County-Verwaltung (County Seat) befindet sich in Hamilton.

## Geographie
Das County liegt etwa 60 km östlich des geographischen Zentrums von Texas und hat eine Fläche von 2166 Quadratkilometern, wovon 2 Quadratkilometer Wasserfläche sind. Es grenzt im Uhrzeigersinn an folgende Countys: Erath County, Bosque County, Coryell County, Lampasas County, Mills County und Comanche County.

## Geschichte
Hamilton County wurde am 22. Januar 1858 aus Teilen des Bosque County, Comanche County und Lampasas County gebildet. Benannt wurde es nach James Hamilton Jr., dem 28. Gouverneur von South Carolina, Bürgermeister von Charleston und Abgeordneten im Repräsentantenhaus der Vereinigten Staaten.
Mit dem Hamilton County Courthouse ist ein Bauwerk des Countys im National Register of Historic Places (NRHP) eingetragen (Stand 5. Juli 2019).

## Demografische Daten

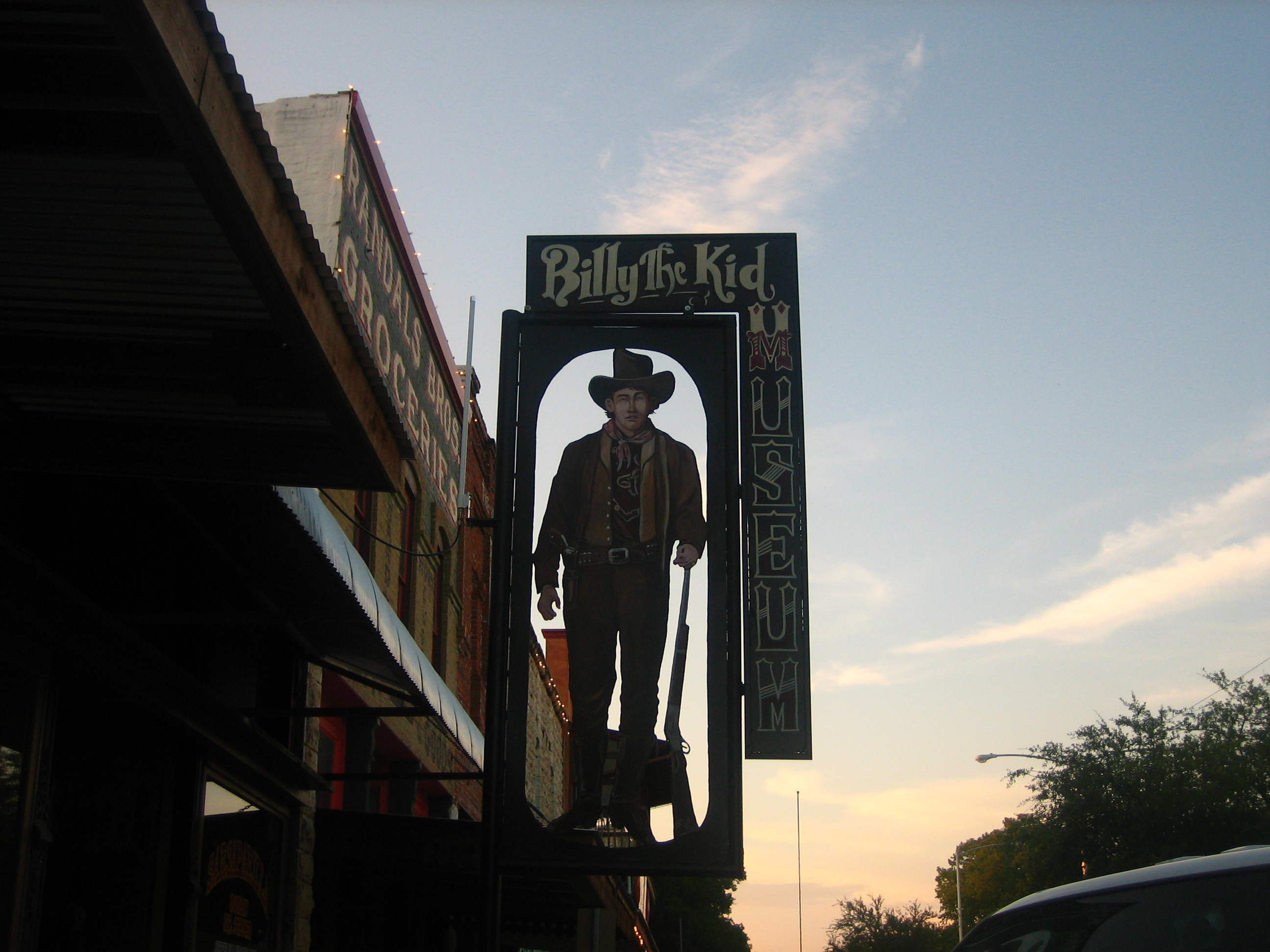
Das Billy the Kid Museum in Hico

Nach der Volkszählung im Jahr 2000 lebten im Hamilton County 8.229 Menschen in 3.374 Haushalten und 2.324 Familien. Die Bevölkerungsdichte betrug 4 Einwohner pro Quadratkilometer. Ethnisch betrachtet setzte sich die Bevölkerung zusammen aus 93,81 Prozent Weißen, 0,15 Prozent Afroamerikanern, 0,44 Prozent amerikanischen Ureinwohnern, 0,15 Prozent Asiaten, 0,05 Prozent Bewohnern aus dem pazifischen Inselraum und 4,36 Prozent aus anderen ethnischen Gruppen; 1,05 Prozent stammten von zwei oder mehr Ethnien ab. 7,41 Prozent der Einwohner waren spanischer oder lateinamerikanischer Abstammung.
Von den 3.374 Haushalten hatten 27,4 Prozent Kinder oder Jugendliche, die mit ihnen zusammen lebten. 58,2 Prozent waren verheiratete, zusammenlebende Paare, 7,7 Prozent waren allein erziehende Mütter und 31,1 Prozent waren keine Familien. 28,4 Prozent waren Singlehaushalte und in 17,4 Prozent lebten Menschen im Alter von 65 Jahren oder darüber. Die durchschnittliche Haushaltsgröße betrug 2,37 und die durchschnittliche Familiengröße betrug 2,89 Personen.
23,8 Prozent der Bevölkerung war unter 18 Jahre alt, 6,0 Prozent zwischen 18 und 24, 22,9 Prozent zwischen 25 und 44, 23,8 Prozent zwischen 45 und 64 und 23,6 Prozent waren 65 Jahre alt oder älter. Das Medianalter betrug 43 Jahre. Auf 100 weibliche Personen kamen 93,5 männliche Personen und auf 100 Frauen im Alter von 18 Jahren oder darüber kamen 87,1 Männer.
Das jährliche Durchschnittseinkommen eines Haushalts betrug 31.150 USD, das Durchschnittseinkommen einer Familie betrug 39.494 USD. Männer hatten ein Durchschnittseinkommen von 26.703 USD, Frauen 20.192 USD. Das Prokopfeinkommen betrug 16.800 USD. 10,6 Prozent der Familien und 14,2 Prozent der Einwohner lebten unterhalb der Armutsgrenze.

## Orte im County
- Aleman
- Carlton
- Evant
- Fairy
- Hamilton
- Hico
- Indian Gap
- Jonesboro
- Lanham
- Olin
- Pottsville
- Shive
- Whiteway